# كيفن سويني
كيفن سويني (بالإنجليزية: Kevin Sweeney)‏ هو لاعب كرة قدم أمريكية أمريكي، ولد في 16 نوفمبر 1963 في بوزيمان في الولايات المتحدة.

## وصلات خارجية
- كيفن سويني على موقع مرجع كرة القدم المحترفة.كوم (الإنجليزية)